# Marathon van Belgrado 2010
De marathon van Belgrado 2010 vond plaats op 18 april 2010 in Belgrado. Het was de 23e editie van deze marathon. 
De wedstrijd bij de mannen werd gewonnen door de Keniaan Johnstone Maiyo. Hij was bijna twee minuten sneller dan zijn landgenoot Sammy Kibet. Paul Lopio, die in 2:18.19 over de finish kwam, maakte het Keniaanse podium compleet.
Ook bij de vrouwen was het een Keniaanse die won. Hellen Mugo zegevierde in 2:41.19. 

## Marathon
Mannen
| rang | naam            | land | tijd    |
| ---- | --------------- | ---- | ------- |
| 1    | Johnstone Maiyo | KEN  | 2:16.23 |
| 2    | Sammy Kibet     | KEN  | 2:18.15 |
| 3    | Paul Lopio      | KEN  | 2:18.19 |
| 4    | Sammy Rotich    | KEN  | 2:19.29 |
| 5    | Victor Kimeli   | KEN  | 2:20.25 |
| 6    | Paul Kiptanui   | KEN  | 2:23.20 |

Vrouwen
| rang | naam          | land | tijd    |
| ---- | ------------- | ---- | ------- |
| 1    | Hellen Mugo   | KEN  | 2:41.19 |
| 2    | Volha Rezkaya | BLR  | 2:53.57 |
| 3    | Neza Mravje   | SLO  | 2:59.30 |

1989 ·
1990 ·
1991 ·
1992 ·
1993 ·
1994 ·
1995 ·
1996 ·
1997 ·
1998 ··
1999 ·
2000 ·
2001 ·
2002 ·
2003 ·
2004 ·
2005 ·
2006 ·
2007 ·
2008 ·
2009 ·
2010 ·
2011 · 
2012 ·
2013 ·
2014 ·
2015 ·
2016 ·
2017 ·
2018 ·
2019 ·
2020